# Friedrich Holtz (Mediziner)
Friedrich Holtz (* 6. Oktober 1889 in Mölln; † 18. Juni 1967 in Friedrichsdorf) war ein deutscher Arzt, Biochemiker und Pharmakologe. Sein Hauptverdienst ist die Entdeckung des Dihydrotachysterols für die Behandlung des Hypoparathyreoidismus.

## Leben
Friedrich Holtz war ein Sohn des Kaufmanns Richard Holtz und dessen Ehefrau Hedwig. Nach dem Abitur 1917 studierte er in Göttingen und Würzburg Chemie und Medizin. 1923 wurde er in Würzburg zum Dr. phil., ein Jahr später zum Dr. med. promoviert. Ab 1926 arbeitete er am Chemischen Institut der Georg-August-Universität Göttingen bei Adolf Windaus, der 1928 für seine Forschung über Sterine den Nobelpreis für Chemie erhielt. Holtz mit seiner Doppelqualifikation sollte in Göttingen die für die Erforschung der antirachitischen Sterin-Vitamine notwendige biologisch-pharmakologische Abteilung schaffen. 1927 habilitierte er sich für Biochemie.
1931 wechselte er an die von Ferdinand Sauerbruch geleitete Chirurgische Klinik der Charité, wo er das Chemische Laboratorium leitete und 1933 außerordentlicher Professor wurde. 1936 übernahm er die Leitung der Biologischen Abteilung des 1935 gegründeten Allgemeinen Instituts gegen die Geschwulstkrankheiten am Berliner Rudolf-Virchow-Krankenhaus. Zu seinen Aufgaben gehörte die Einrichtung einer zentralen Versuchstierzuchtanlage. Seine Position an der Charité behielt er zunächst bei. Nach Personalkonflikten kündigte er seine Stelle am Allgemeinen Institut gegen die Geschwulstkrankheiten 1938. Ob die Auseinandersetzungen einen politischen Hintergrund hatten, wie er nach dem Zweiten Weltkrieg schrieb, ist nicht zu klären. Eine Position bei der Forschungsgemeinschaft Deutsches Ahnenerbe ließ sich nicht verwirklichen. Mit Unterstützung der Deutschen Forschungsgemeinschaft richtete Holtz in Berlin-Charlottenburg und ab 1939 Berlin-Frohnau ein privates Forschungs-Laboratorium ein. 1944 wurde er Leiter der Physiologisch-Biologischen Abteilung des Zentralinstituts für Krebsforschung in Nesselstedt bei Posen. Er ließ Mobiliar und Geräte aus dem Allgemeinen Institut gegen die Geschwulstkrankheiten nach Nesselstedt verbringen. Im Oktober 1944 berichtete er, der Laborbetrieb laufe. „Der Kriegsverlauf setzte diesen Bemühungen und dem Zentralinstitut ein Ende, sowie auch seinem Privat-Institut und Wohnhaus in Berlin-Frohnau, welche durch Feuer restlos vernichtet wurden.“
1946 erhielt er als Nachfolger von Otto Geßner (1895–1968) den Lehrstuhl für Pharmakologie der Martin-Luther-Universität Halle-Wittenberg. Nach Auseinandersetzungen mit den Behörden wurde er 1957 aus der DDR abgeschoben und übernahm das Direktorat des Instituts für Milchvitaminisierung in Frankfurt am Main.

## Forschung
Holtz widmete sich vor allem dem Calciumstoffwechsel. Mit seinem Lehrer Windaus entdeckte er, dass ultraviolette bestrahltes Ergosterin im Tierversuch die Rachitis heilte, also in die Vitamin-D-Gruppe gehörte. Allerdings: „Die Vorgänge bei der Umwandlung des Provitamins Ergosterin in das Vitamin sowie die physiologische Wirkungsweise des Vitamins sind noch unbekannt,“ schrieb er 1927.

Die Suche nach dem eigentlichen Wirkstoff, zum Teil gemeinsam mit dem Pharmakologen Wolfgang Heubner, führte zu einem Produkt, das Holtz und seine Mitarbeiter „Calcinosefaktor“ nannten. „Calcinosefaktor“ – de facto ein Stoffgemisch – besserte im Tierversuch auch die Symptome des nach Entfernung der Nebenschilddrüsen entstehenden Hypoparathyreoidismus, vor allem die Tetanie. So verwendete Holtz schließlich 1933 ein weiter entwickeltes Präparat, A. T. 10, zur Behandlung des beim Menschen nach Schilddrüsenentfernung manchmal entstehenden postoperativen Hypoparathyreoidismus. In der Deutschen Zeitschrift für Chirurgie schrieb er, Hauptautor mit sechs Koautoren:

„Im Januar 1927 gelang in Göttingen die Heilung der experimentellen Rattenrachitis (Avitaminose D) mit winzigen Dosen von ultraviolett bestrahltem Ergosterin; zur Bestrahlung des Ergosterins wurde die künstliche Quarz-Quecksilber-Höhensonne oder das Licht eines Magnesiumfunkens verwandt. <...> Ich habe die kalkmobilisierende Komponente in den pharmakologisch wirksamen Ergosterinderivaten als Calcinosefaktor bezeichnet. <...> An zahlreichen Versuchstieren wurde die Wirkung des Calcinosefaktors in den verschiedensten Ergosterinderivaten qualitativ und quantitativ studiert. Gleichzeitig wurde versucht, die postoperative Tetanie des Hundes mit ihrem Kalksalzmangel im Blut und Gewebe therapeutisch mit Calcinosefaktor zu beeinflussen, unter Vermeidung von Vergiftungserscheinungen. <...> Dann wagte ich die Durchführung von Versuchen mit Calcinosefaktor an mir und meinen Mitarbeitern, um die Empfindlichkeit und Reaktionsweise des normalen Menschen gegen das Gift zu studieren. Dem Kongreß der Deutschen Gesellschaft für Chirurgie in Berlin 1933 berichtete ich am 19. IV. über ein Präparat (bezeichnet als A. T. 10) zur Behandlung der postoperativen Tetanie. Das A. T. 10 enthält als wirksames Prinzip den Calcinosefaktor, gelöst in Öl. Die Erscheinungen, die Zufuhr des Calcinosefaktors im Körper auslöst, werden sich im allgemeinen also auch durch A. T. 10 erzeugen lassen. Die günstige Wirkung des A. T. 10 auf die postoperative Tetanie konnte durch <andere> bestätigt werden. <...>
Zusammenfassung.
Durch das antitetanische Präparat A.T. 10 lassen sich sämtliche Symptome der postoperativen Tetanie beseitigen. <...> Die Kranken müssen das Präparat vielfach zeitlebens einnehmen. Die Einleitung einer Behandlung mit A. T. 10. ist gefahrvoll; denn durch Speicherung des Präparates kann eine lebensbedrohende Überdosierung entstehen.“

Der stärkst wirksame „Calcinosefaktor“ wurde 1939 als Dihydrotachysterol identifiziert und ist seitdem Wirkstoff des bis heute (2014) erhältlichen Fertigarzneimittels AT10. Meist wird zur Behandlung des Hypoparathyreoidismus aber die Vitamin-D-Form Calcitriol verwendet.
1937 hat Holtz das Wissen über die Nebenschilddrüsen im Handbuch der experimentellen Pharmakologie zusammengefasst. Auch nach dem Zweiten Weltkrieg, in Halle (Saale), blieb er dem Calcium treu, sowohl experimentell als auch klinisch und gesundheitspolitisch. 1953 schrieb er über seine erste Hypoparathyreoidismus-Patientin von 1931: „Die Patientin nimmt noch heute wöchentlich 3 ccm A.T. 10 und war bis 1953 in der Wäscherei eines großen Krankenhauses tätig.“
„Es ist das Verdienst von Holtz, dass er sich als erster in Deutschland für die Behandlung menschlicher Tetanien mit Calcinosefaktoren aus bestrahltem Ergosterin nachhaltig eingesetzt hat.“ „Daß ein Hormon, dessen Eiweißstruktur auch damals schon bekannt war, durch ein Bestrahlungsprodukt des Ergosterins ersetzt werden konnte, ist wissenschaftlich eine auch heute noch außerordentlich überraschende Entdeckung und wurde für viele Menschen eine Rettung aus schwerer Krankheit.“
Ein zweites Thema für Holtz war die Onkologie. Vielleicht kam er vom Vitamin D dazu, denn eine Göttinger Arbeit des Jahres 1931 galt der Entstehung von Hautkrebs durch ultraviolette Bestrahlung. „Durch die Versuche ist die ätiologische Rolle der ultravioletten Strahlen beim menschlichen Hautkrebs erwiesen.“ Auch dieses Thema erstreckte sich bis in die Nachkriegszeit.

## Calcium-HoltzundAdrenalin-Holtz
Etwa gleichzeitig mit Friedrich Holtz wirkte in Deutschland Peter Holtz als Pharmakologe, von 1946 bis 1951 Ordinarius in Rostock, von 1953 bis 1970 Ordinarius in Frankfurt am Main. Dessen Hauptgebiet waren die Catecholamine mit dem Adrenalin als bekanntestem Vertreter. Friedrich Holtz „galt innerhalb der Ars medica als der ‚Calcium-Holtz‘, um ihn vom ‚Adrenalin-Holtz‘ (Peter Holtz, Rostock und Frankfurt/Main) zu unterscheiden.‘“ Verwechselung der beiden spielte eine Rolle bei der Diskussion einer möglichen Verwicklung von Peter Holtz in die unrechtmäßigen Menschenversuche zur Zeit des Nationalsozialismus.